# Vaire-le-Petit
Vaire-le-Petit era una comuna francesa situada en el departamento de Doubs, de la región de Borgoña-Franco Condado, que el 1 de enero de 2016 fue suprimida al fusionarse con la comuna de Vaire-Arcier, formando la comuna nueva de Vaire.

## Demografía
| Gráfica de evolución demográfica de Vaire-le-Petit entre 1800 y 2014 |
|                                                                      |

Los datos demográficos contemplados en este gráfico de la comuna de Vaire-le-Petit se han cogido de 1800 a 1999 de la página francesa EHESS/Cassini, y los demás datos de la página del INSEE.